# Cutelinho FC
El Cutelinho Futebol Clube es un equipo de fútbol de Cabo Verde, del municipio de Mosteiros de la isla de Fogo. Juega en el campeonato regional de Fogo.
El club se fundó el 8 de octubre de 1983, y desde entonces solo ha conseguido un título regional en el año 2003.

## Estadio
El Cutelinho juega en el estadio Francisco José Rodrigues, el cual comparte con el resto de equipos de la ciudad, ya que en él juegan todos los equipos del municipio. Tiene una capacidad para 1 220 espectadores

## Palmarés
- Campeonato regional de Fogo: 1

2002-03
- Torneo de Apertura: 1

2005
- Supercopa de Fogo: 1

2002